# Ioannis Mylonopoulos
Ioannis Mylonopoulos (* 1971; griechisch Ιωάννης Μυλωνόπουλος) ist ein griechischer Klassischer Archäologe.

## Leben
Ioannis Mylonopoulos studierte an der Universität Athen sowie der Universität Heidelberg. In Heidelberg wurde er 2001 mit der Arbeit Πελοπόννησος οἰκητήριον Ποσειδῶνος. Heiligtümer und Kulte des Poseidon auf der Peloponnes bei Tonio Hölscher promoviert und war 2002 kurzfristig Assistent in Heidelberg, danach Assistent an der Universität Wien, 2006 bis 2008 Junior-Professor an der Universität Erfurt und 2007/08 Fellow am Harvard Center for Hellenic Studies. Seit 2008 lehrt er als Associate Professor am Department of Art History and Archaeology der Columbia University in New York. 
Mylonopoulos nahm an Ausgrabungen in Zominthos und Eleutherna in Griechenland, in Aphrodisias in der Türkei und in Ladenburg in Deutschland teil. Seit 2014 ist er Direktor der Grabung am Heiligtum des Poseidon im böotischen Onchestos. Er beschäftigt sich mit griechischen Götterbildern, griechischen Kulten, Heiligtümern und Riten, griechischer Koroplastik sowie griechischer Epigraphik.
Von 1999 bis 2008 war er Mitherausgeber des Epigraphic Bulletin for Greek Religion. Er ist Mitglied der Archäologischen Gesellschaft von Athen.

## Schriften (Auswahl)
- mit Friederike Bubenheimer, Barbara Schulze, Angelika Zinsmaier (Hrsg.): Kult und Funktion griechischer Heiligtümer in archaischer und klassischer Zeit (= Schriften des Deutschen Archäologen-Verbandes, Band 15). Deutscher Archäologen-Verband, Mainz 1996
- mit Jens-Uwe Krause, Raffaella Cengia: Bibliographie zur römischen Sozialgeschichte II. Schichten, Konflikte, religiöse Gruppen, materielle Kultur (= Heidelberger Althistorische Beiträge und Epigraphische Studien, Band 26). Steiner, Stuttgart 1998, ISBN 3-515-07269-1
- Πελοπόννησος οἰκητήριον Ποσειδῶνος. Heiligtümer und Kulte des Poseidon auf der Peloponnes  (= Kernos. Supplement-Band 13. )CIERGA, Lüttich 2003, ISBN 978-0-19-969400-6
- mit Hubert Roeder (Hrsg.): Archäologie und Ritual. Auf der Suche nach der rituellen Handlung in den antiken Kulturen Ägyptens und Griechenlands. Phoibos, Wien 2006, ISBN 3-901232-68-0
- (Hrsg.): Divine Images and Human Imaginations in Ancient Greece and Rome. Religions in the Graeco-Roman World. Brill, Leiden 2010, ISBN 978-90-04-17930-1